# CS Năvodari
El CS Năvodari fue un equipo de fútbol de Rumania que alguna vez jugó en la Liga II, la segunda liga de fútbol más importante del país.

## Historia
Fue fundado en el año 1993 en la ciudad de Năvodari con el nombre Midia Năvodari, en la región de Constanta y no logró obtener muchos logros a lo largo de su existencia, en donde ni tan siquiera lograron ascender a la Liga I.
Sin embargo fueron un equipo de los más estables en la Liga II, en la cual estuvieron por más de una década y siempre peleando por los puestos de ascenso a la máxima categoría, siendo lo más destacado dos subcampeonatos.
En los últimos años de existencia se dio la renuncia de su patrocinador principal Petromidia y como consecuencia de ello se dio la desaparición del club en el año 2008.
En el año 2010 el AS Săgeata Stejaru se mudó a la ciudad de Năvodari y por medio de inversionistas crearon al AFC Săgeata Năvodari, quien es considerado el sucesor del club desaparecido.

## Palmarés
- Liga II: 0
  - Subcampeón: 2

1999/2000, 2004/05
- Liga IV: 1

1996/97

## Jugadores destacados
| - Iulian Teodor Ştefan - Răzvan Ţârlea - Gabriel Cânu - Florin Lungu - Andrei Stângă - Dorel Zaharia - Ilie Mihai - Cristian Dicu - Constantin Borza - Constantin Gechereanu | - Alexandru Rupedeal - Gheorghe Bălăceanu - Norbert Niță - Marius Zadea - Mihai Ilie - Mugurel Radu - Liviu Uşurelu - Claudiu Puia - Ion Radu - Ionuț Dragomirescu | - Daniel Pleşa - Bogdan Miron - Eusebiu Tudor - Cătălin Mirea - Vasile Mătincă - Dorel Zaharia - Enache Câju - Daniel Jilavu - Cătălin Plăcintă - Ştefan Matei |

## Entrenadores destacados
| - Silviu Dumitrescu - Ioan Sdrobiş - George Focan | - Gabriel Zahiu - Leonida Nedelcu | - Ionel Melenco - Daniel Rădulescu |